# 韩欢
韩欢（510年—572年2月24日），字娄欢，云州盛乐郡（今内蒙古自治区呼和浩特市托克托县）人，北魏、西魏、北周官员。

## 生平
韩欢在北魏末年大乱时投身军旅，以统军、襄威将军为起家官，又转任奉朝请，加别将，封上谷县开国男。永安三年（530年），韩欢转任都督。永熙三年（534年），高欢进军洛阳，魏孝武帝西迁关中，韩欢跟随魏孝武帝前往关中，进爵为上谷县开国侯，加安东将军。大统三年（537年），韩欢在沙苑之战中立下军功，增加食邑八百户，进爵为上谷县开国公，加卫大将军、帅都督，出任恒农郡太守。韩欢很快转任大都督，加车骑大将军、仪同三司，获赐姓匹娄氏。北周建立后，韩欢出任使持节、骠骑大将军、开府仪同三司，改封普安县开国公，食邑总计三千六百户，外任邓州诸军事、邓州刺史，又被征召回朝出任民部大夫。天和五年（570年），韩欢加大将军，当时北齐进攻汾水一带，韩欢率兵抵抗。天和六年（571年），北齐平原王段韶、兰陵王高长恭率领大军前来，齐国公宇文宪命令将士布阵迎敌。韩欢被齐军偷袭，在姚襄城被流箭射中，于是奔走撤退。回到京城后，韩欢疾病发作，天和七年正月廿五日（572年2月24日）在京城私人住宅中去世，虚岁六十三。周武帝诏令赠予韩欢原本的官职，加少傅、恒夏灵银长五州诸军事、恒州刺史，谥号壮。建德元年岁次壬辰十一月廿二日（572年12月12日），韩欢与夫人尉迟氏合葬于雍州石安县。

## 其他
《匹娄欢墓志》没有记载匹娄欢的汉姓，山东大学历史系主任王仲荦教授提出匹娄欢本姓韩，但没有说明理由。吉林大学文学院中国史系、历史研究院陈鹏副教授指出，匹娄欢墓志提到“汉世尚书，赐龙渊而表德”，这是指汉章帝赐尚书韩棱龙渊剑的事，可知匹娄欢本姓韩。

## 家庭

### 祖父
- 韩驹，北魏军将[4]

### 父亲
- 韩买[4]

### 夫人
- 武威尉迟氏，虚龄十七岁嫁给韩欢，封文城县君，魏前二年八月廿五日在华州郑县去世，虚岁卅六[1]，追赠普安国夫人[4]

### 子女
- 韩达，第三子[4]
- 韩氏，嫁隋朝上开府仪同三司、泽州刺史、宜阳郡公梁衍[7]

### 孙子女
- 韩罗刹，韩达之子，虚龄十二岁早逝，与韩欢夫妇合葬[4]